# Cristelos
Cristelos is een plaats (freguesia) in de Portugese gemeente Lousada en telt 2709 inwoners (2001).